# Tetramolopium carstenszense
Tetramolopium carstenszense là một loài thực vật có hoa trong họ Cúc. Loài này được P.Royen miêu tả khoa học đầu tiên năm 1983.